# Corvin-negyed (métro de Budapest)
Corvin-negyed (ancien Ferenc körút) est une station du métro de Budapest. Elle est sur la  .